# Wawrzyniec Ludwik Działowski
Wawrzyniec Ludwik Działowski herbu Prawdzic – pisarz skarbowy pruski w latach 1737–1770, pisarz chełmiński w latach 1738–1770, ławnik michałowski w latach 1730–1738.
Poseł na sejm 1730 roku z województwa chełmińskiego.